# Krylja Sovetov
Krylja Sovetov eller Krylja Sovjetov (ryska: Крылья Советов, Sovjets vingar) är en ishockeyklubb i Moskva som bildades 1947 som det dåvarande sovjetiska flygvapnets klubb. Namnet "Krylja Sovetov" betyder "Sovjets Vingar", och kallades ofta så av svensk press fram till Sovjetunionens uppplösning 1991.

## Ishockeymeriter
- Sovjetiska mästare: 2 (1957, 1974)
- Europacupmästare: 1 (1974)
- Ahearne Cup: 2 (1961, 1968)
- Spengler Cup: 2 (1979-80, 1987-88)